# 칸단역
칸단역(중국어: 看丹站)은 중국 펑타이구 칸단 가도(看丹街道) 칸단 남로(看丹南路), 칸양로(看杨路) 교차로에 위치한 베이징 지하철 16호선의 지하철역이다. 본 역은 16호선 건설 이후 추가된 역이으로, 2017년 착공해 2022년 12월 31일 개통하였다.

## 위치
이 역은 베이징 남서쪽에 위치해 있으며, 칸단 남로(看丹南路)와 칸양로(看杨路)가 교차하는 곳에 위치한다.

## 역 구조

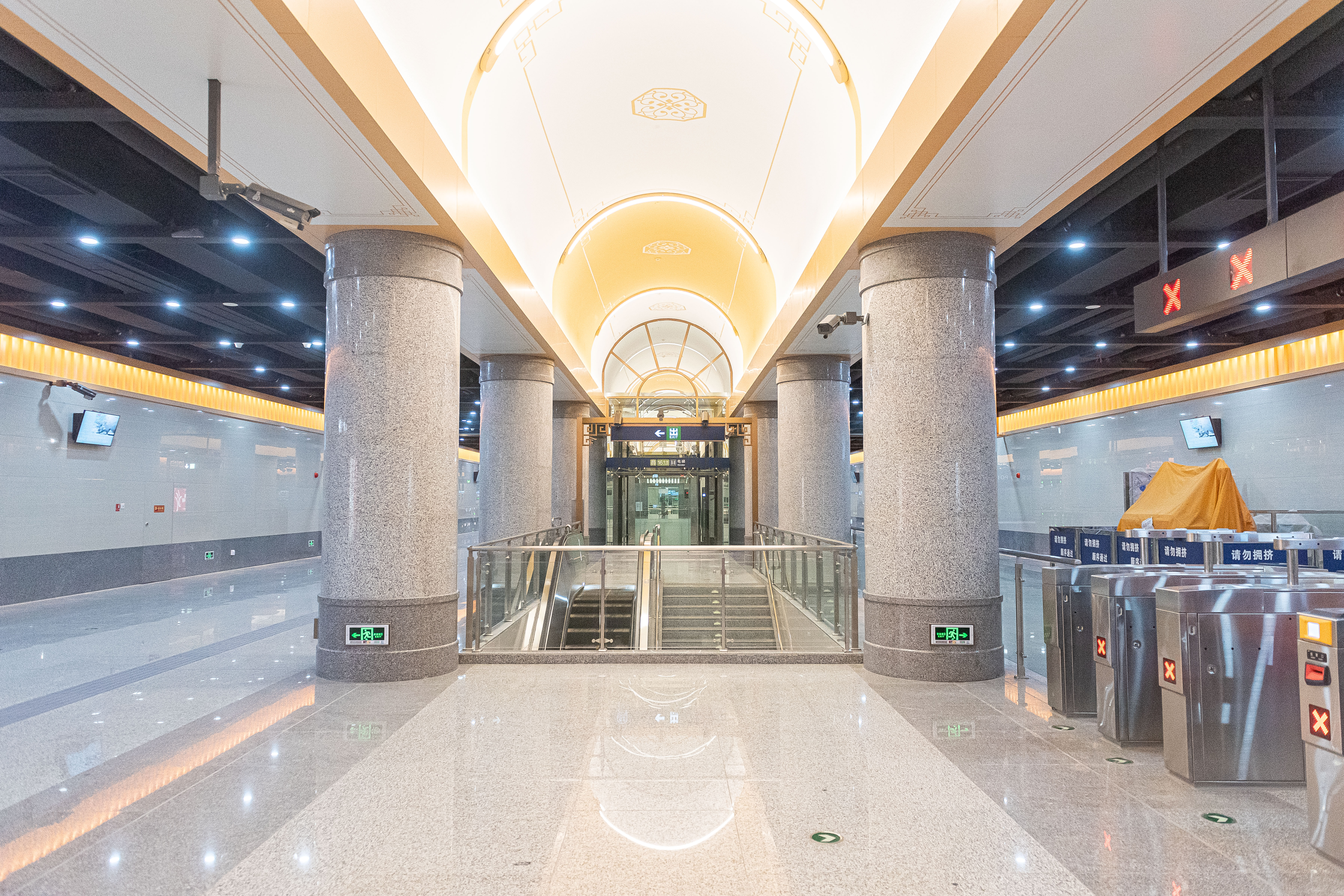
대합실

이 역은 1면 2선의 섬식 승강장 설계를 갖춘 2층 건물의 지하역으로 얕은 매설 및 지하 굴착 방식을 채택하여 건설되었다.

### 층별 구조
| 지면층   | 출입구                          | A-C출입구                         |
| 지하 1층 | 대합실                          | 고객센터, 자동발권기, 출입 게이트 |
| 지하 2층 | ←                               | ■ 16호선 베이안허 방면 (푸펑차오) |
| 지하 2층 | 섬식 승강장, 왼쪽 출입문이 열림 |                                   |
| 지하 2층 | →                               | ■ 16호선 완핑청 방면 (위수좡)     |

## 출구
이 역은 현재 3개의 출입구가 있다.
|                         |                     | |      |             |
| 출구                    | 지시                | 출구 인근 | 사진 | 무장애 시설 |
| 出口 · A                | 칸단 남로(看丹南路) | 칸단 남로(看丹南路) 북측, 칸양로(看杨路) 서측, 스포츠 학교 훈련 기지(体校培训基地), 칸단 아파트 남구(看丹公寓南区) |      | 빈칸        |
| 出口 · B                | 칸단 남로(看丹南路) | 칸단 남로(看丹南路) 북측, 칸양로(看杨路) 동측                                                                      |      |             |
| 出口 · C                | 칸단 남로(看丹南路) | 칸단 남로(看丹南路) 남측, 칸양로(看杨路) 동측, 칸단 파출소(看丹派出所), 칸단촌 총지부위원회(看丹村总支部委员会)    |      | 빈칸        |
| 아이콘 설명: 엘리베이터 |                     | |      |             |